# Великий диктатор
«Великий диктатор» (англ. The Great Dictator) — знаменитий кінофільм Чарлі Чапліна, сатира на нацизм і особливо на Гітлера.
Прем'єра фільму відбулася 15 жовтня 1940 року. «Великий диктатор» — перший повністю звуковий фільм у творчості Чапліна — був дуже нетиповий для США того часу, тому що під час його створення США і Німеччина ще перебували в стані миру. Фільм мав великий комерційний успіх, і водночас викликав великі суперечки через політичне підґрунтя.
На 1 березня 2024 року фільм займав 68-му позицію у списку 250 кращих фільмів за версією IMDb.

## Сюжет

Аденоїд Гінкель

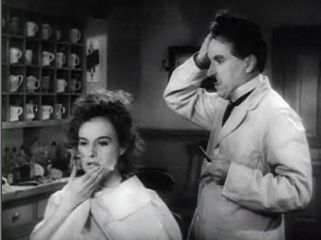
Цирульник і Ганна

Початок фільму — окопна сцена Першої світової війни. Герой Чапліна, рядовий (у мирному житті — єврей-цирульник), б'ється в складі армії Томанії (вигадана держава, очевидна пародія на Німеччину). Йому вдається врятувати льотчика Шульца (солдат допомагає знесиленому Шульцу вести літак), проте в результаті невдалої посадки солдат втрачає пам'ять і потрапляє до лікарні.
Пройшли роки. У Томанії до влади прийшов диктатор Аденоїд Гінкель (пародія на Гітлера), за іронією долі, схожий на цирульника, як близнюк. Йому допомагають правити міністри Гарбіч (натяк на Геббельса, по-англійськи — «сміття») і Геррінг («оселедець»). Єврейський квартал перетворений в гетто. Вулицями ходять штурмовики.
Однак цирульник — колишній солдат — не знає про це: він пролежав двадцять років в комі. Покинувши лікарню, він повертається у свою перукарню і починає доводити її до ладу, готуючись до повернення до роботи. У цей час штурмовик починає писати на вітрині перукарні «єврей». Перукар, що все ще не знає про те, що відбувається в країні, намагається зупинити штурмовика. Починається бійка, в яку на стороні цирульника включається і симпатична сусідка Ганна.
Після цього штурмовики намагаються зловити та провчити цирульника, і, нарешті, їм це майже вдається. Цирульника, якого штурмовики вже зібралися повісити на ліхтарному стовпі, рятує випадкова поява Шульца (того самого льотчика), який за минулі роки став наближеною до диктатора персоною. Той впізнає свого рятівника і вимагає припинити його переслідування.
Тим часом Гінкель під впливом свого міністра Гарбіча починає мріяти про світове панування. Однак на шляху до мрії, першим етапом здійснення якої повинне стати захоплення країни Остерло (явний натяк на Австрію, німецька назва якої — нім. Österreich), встають труднощі фінансового плану. Жодна держава не бажає давати кредити Томанії; єдиний, хто може дати гроші, — єврейський банкір Епштейн. Щоб задобрити його, Гінкель наказує припинити всі переслідування євреїв.
Здається, що життя в єврейському кварталі стало нормальним. Штурмовики не знущаються більше над його жителями, а навпаки, поводяться з ними ввічливо. Цирульник знову займається своїм ремеслом, як і до Першої світової війни. Втім, дещо все-таки змінилося: цирульник і Ганна явно відчувають один до одного серйозні почуття.
Однак банкір відмовляє диктатору. Помста диктатора — відновлення переслідування євреїв в ще ширших масштабах. Штурмовики влаштовують в єврейському гетто погром. Цирульнику і Ганні вдається врятуватися на даху.
Шульц, який усвідомив згубність і нелюдяність політики Гінкеля, в обличчя заявляє йому протест, але у Гінкеля розмова з опозицією коротка — Шульц потрапляє в концтабір. Однак йому вдається звідти втекти, і він ховається в гетто, де разом з цирульником і його сусідами планує змову проти Гінкеля. Мета змови — підірвати палац Гінкеля. Однак сам Шульц не може виконати роль бомбіста (його всі знають). Для визначення героя, який повинен буде пожертвувати собою заради свободи батьківщини, влаштовується своєрідна лотерея: всі учасники змови (крім Шульца) отримують порцію пудингу. Той, у чиїй порції виявиться запечена монетка, і стане героєм. Однак Ганна, дізнавшись про задум Шульца, запікає по монеті в кожну порцію. В результаті змовники вирішують відмовитися від свого задуму.
Тим часом загострюються відносини між Гінкелем і його союзником Бензино Напалоні, діггатіче держави Бактерія (натяк на Муссоліні та Італію): він теж має намір напасти на Остерло і навіть вже встиг присунути свої війська до остерліхського кордону. Для переговорів з цього питання Напалоні запрошується до столиці Томанії. Відбувається бурхлива комічна сцена між Гінкель і Напалоні; зрештою Гінкель обманює союзника, і той погоджується відвести свої війська.

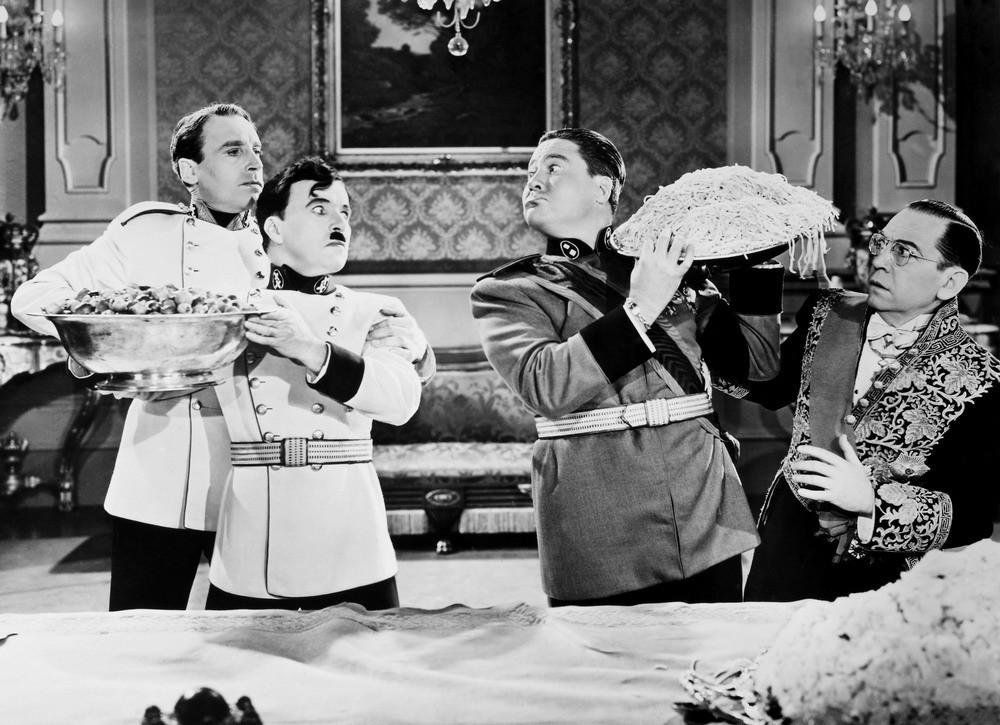
Сцена з Аденоїдом Гінкелем і Бензино Напалоні

Тим часом в гетто вриваються штурмовики, що розшукують Шульца. Цирульник намагається допомогти йому врятуватися; після погоні по дахах, обидва схоплені та відправлені в концтабір, але деяким сусідам, в тому числі й Ганні, вдається втекти в Остерло. Однак Шульц і цирульник здійснюють втечу, переодягнувшись у військову форму. Вони прямують до кордону з метою втекти в Остерло. У цей час все вже готове до вторгнення томанійських військ в Остерло. Однак Гінкель, випадково впав у воду під час полювання на качок, виловлений звідти штурмовиками, які розшукували втікача цирульника, прийнятий за нього і відправлений до концтабору. Зате військові приймають цирульника за Гінкеля, і він в'їжджає в Остерло як тріумфатор.

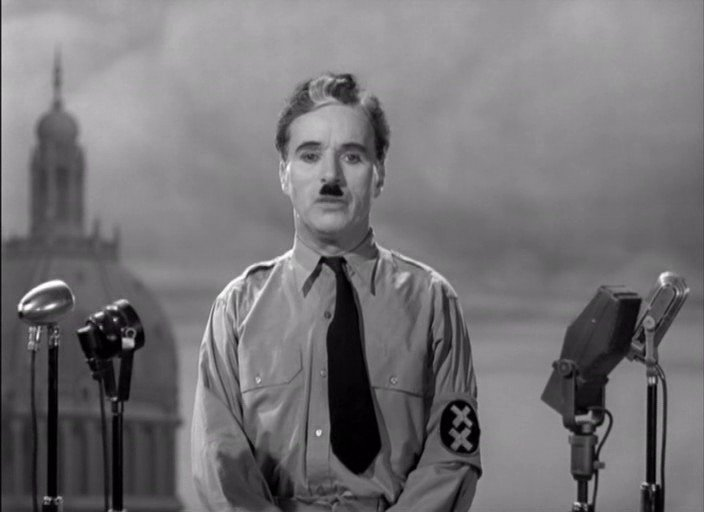
Перукар під виглядом диктатора виголошує промову

На мітингу, організованому з приводу приєднання Остерліха до Томанії, диктатор має виголосити промову. Цирульник на «ватяних» ногах підходить до мікрофона і починає говорити. Проте каже він зовсім не те що очікують почути від диктатора, — він каже, що не хоче нікого підкорювати. Він говорить про братерство всіх людей, про те, що всі повинні допомагати один одному. Він говорить про те, що люди через свої амбіції перестали бути людьми. Він каже, що людям потрібно менше техніки та більше людяності. Він закликає всіх людей об'єднатися в боротьбі з тиранією. Наприкінці своєї промови цирульник звертається до Ганни. Вона слухала виступ по радіо і, зрозуміло, була здивована, почувши як диктатор звертається прямо до неї. Останні кадри фільму — Ганна, наповнена почуттям оптимізму, дивиться вгору.

## У ролях
- Чарлі Чаплін — Аденоїд Гінкель / цирульник
- Полетт Ґоддар — Ганна
- Джек Оукі — Бензино Напалоні
- Реджіналд Гардінер — командувач Шульц
- Генрі Денієлл — Гарбіч
- Біллі Гілберт — маршал Геррінг
- Грейс Гейл — мадам Напалоні

## Відомі сцени

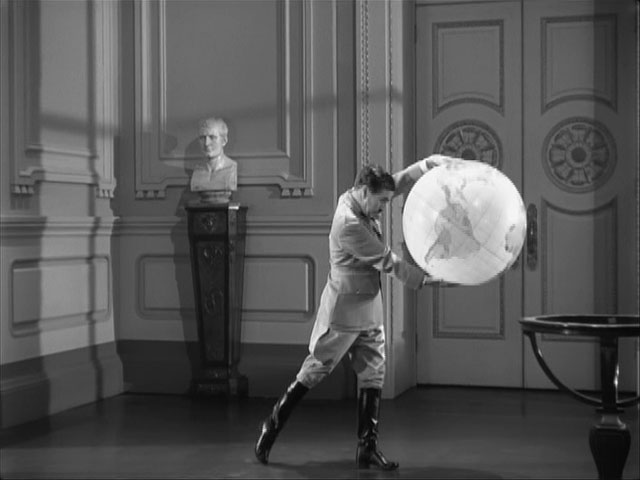
Танець Аденоїда Гінкеля

Фільм містить деякі з найвідоміших сцен Чапліна. Промова Гінкеля на початку фільму — дуже правдоподібна пародія на ораторський стиль Гітлера. Цікава сцена, в якій цирульник голить клієнта під звуки Угорського танцю № 5 Йоганна Брамса. Але найвідоміша сцена фільму — та, в якій зачарований мрією про світове панування диктатор танцює «в парі» з глобусом (вірніше, з повітряною кулею у вигляді глобуса) під звуки увертюри Вагнера «Лоенгрін».
Фільм закінчується сценою того, як цирульник, прийнятий за диктатора, читає промову на мітингу з приводу захоплення Томанією Остерліха (явна прив'язка до аншлюсу Австрії Німеччиною 12 березня 1938 року). Ця мова часто інтерпретується критиками як вираження власних поглядів Чапліна. Часто цю спірну промову, повну політичних мотивів, розглядають як одну з причин вигнання Чапліна із США в епоху маккартизму (подробиці див. в статті про Чапліна).
Більш прихованим політичним посланням було те, що деякі вивіски на будинках в єврейському гетто були написані на есперанто (міжнародна мова есперанто була створена Лазарем Заменгофом, польським євреєм).
Ще однією знаменитою сценою стала зустріч Гінкеля і Бензино Напалоні. Гінкель, щоб підкреслити свою перевагу, намагається сісти вище Бензино Напалоні. Потім вони змагаються в перукарні — хто вище сяде в крісло, що підіймається. Ідея сцени з'явилася під час зустрічі Чапліна з королем Бельгії, який також навмисно сідав на стілець з вищими ніжками, ніж був у Чапліна.